# Le Chesne (Ardeny)
Le Chesne – miejscowość i dawna gmina we Francji, w regionie Grand Est, w departamencie Ardeny. W dniu 1 stycznia 2016 roku z połączenia trzech ówczesnych gmin – Les Alleux, Le Chesne oraz Louvergny – powstała nowa gmina Bairon-et-ses-Environs. Siedzibą gminy została miejscowość Le Chesne. W 2013 roku populacja Le Chesne wynosiła 960 mieszkańców. 